# Louise (énekesnő)
Louise (Lewisham, London, 1974. november 4.– , születési nevén Louise Elizabeth Nurding, férjezett nevén Louise Elizabeth Redknapp) brit énekesnő és médiaszemélyiség. Pályája az Eternal nevű rhythm & blues lánycsapatban indult, amely 1993-ban debütált a később négyszeres platinalemez minősítést elérő Always & Forever című stúdióalbummal. 1995-ben az együttest elhagyva szólókarrierbe fogott és több olyan albumot is kiadott a következő években, amelyek mindegyike platinalemez lett: az 1996-ban kiadott Naked, az 1997-es kiadású Woman in Me és az Elbow Beach (2000). Hazájában, az Egyesült Királyságban több mint 15 millió lemezét adták el. A zenélés mellett televíziós műsorok vezetőjeként is tevékenykedik; férje, Jamie Redknapp futballista és televíziós szakkommentátor.

## Fiatalkora
Lewishamben született 1974. november 4-én Az édesapja kőműves volt, anyja pedig a gatwicki repülőtéren dolgozott. Louise és két fiatalabb fivére London Eltham városrészében, illetve a Surrey-i Oxtedben nőtt fel. 11 éves korában Londonban csatlakozott egy színiakadémiához, és már ottléte első napján megismerkedett Kéllé Bryannel, akivel később együtt zenéltek az Eternal nevű együttesükben.

## Zenei pályája

### Eternal
Tizenhat éves korában ismerkedett meg Denis Ingoldsby zenei producerrel, aki éppen egy kizárólag lányokból álló zenekart akart összehozni. Később Denist bemutatta Kéllé Bryannek is. Ennek folyományaként 1992-re meg is alakult az Eternal nevű, főleg rhythm & bluest játszó együttes, melyben Kéllé és Louise mellett két nővér, Easther és Vernie Bennett voltak az alapító tagok. Az együttes debütáló kislemeze, amely a Stay címet viselte, rögtön a brit slágerlisták negyedik helyére ugrott, Always & Forever című debütáló albumuk pedig az első olyan hanglemez lett, amellyel női rockbanda ért el egymillió feletti eladási számot az Egyesült Királyságban.
Louise 1995-ben elhagyta a csoportot, hogy szólókarrierbe kezdjen, bár a távozása körül olyan pletykák is felröppentek, melyek szerint kényszerítették a kilépésre, miután egy, a fekete zenére specializálódott amerikai rádióadó másként nem volt hajlandó népszerűsíteni az etnikailag vegyes összetételű csapatot.

### Szólókarrierje
1995 végén egy lemezszerződést írt alá a First Avenue vezetésével és az EMI Records-szal, ettől kezdve előadóként csak a Louise művésznevet használta. Debütáló szólólemeze a Light of My Life című zenekari ballada volt, amely az Egyesült Királyság slágerlistáin a nyolcadik helyet érte el. Következő kislemeze, az In Walked Love némileg kevésbé volt sikeres, nem jutott fel az Egyesült Királyság tíz legkedveltebb dala közé. Következő dala, a Naked azonban fordított a helyzeten, és Louise addigi legsikeresebb dala lett, ötödik helyet érve el a brit slágerlistákon.
Szintén a Naked címet viselte Louise debütáló szólóalbuma is, amely 1996-ban jelent meg, a címadó szám sikerét meglovagolva. Az album a hetedik helyezést érte el az Egyesült Királyságban az albumok listáján és több mint 300 000 példányos eladási adatával platinalemez lett. A következő időszakban Louise két további kislemezt is megjelentetett: az Undivided Love ötödik, a One Kiss From Heaven a kilencedik helyig jutott a brit listákon.
1997-ben az első kislemeze az Arms Around The World volt, amely negyedik helyet ért el az Egyesült Királyságban. Ugyanebben az évben kiadott, második, Woman in Me című szólóalbuma az Egyesült Királyságban az ötödik helyig jutott fel és többszörös platina minősítést kapott; illetve Európa számos más országában is jelentős sikereket ért el. Az album sikerének megünneplése és további előmozdítása érdekében Louise egy több mint húsz állomásos brit turnét is szervezett, melynek egyik fő állomása a Wembley Arénában volt. Zenei sikerei mellett fokozhatta Louise örömét az is, hogy 1998 elején több jelentős magazin címlapján szerepelhetett, a For Him Magazine pedig megválasztotta a világ legszexisebb nőjének.
1998-ban kötött házasságot Jamie Redknapp futballistával, majd következő, addigi legszemélyesebbnek szánt harmadik nagylemeze elkészítésére kezdett összpontosítani. Az Elbow Beach című, 2000-ben megjelent lemez összeállításában több része volt, mint a korábbiakéban, mivel mind a 12 számnak társszerzője és a többségnek producere is volt. Az album ezzel együtt is gyengébb eredményeket ért el a korábbi kettőnél, csak 12. helyig jutott, viszont a legjobb dala, a rhythm & blues stílusban írt 2 Faced kislemezként a harmadik helyre futott fel, ezzel Louise legsikeresebb kislemeze lett.
Az EMI-szerződés eredendően öt album kiadásáról szólt, amelybe beleszámították az Eternal debütáló albumát is, így a szerződés lejártáig még egy lemez kiadására volt szükség. 2001-ben az a döntés született, hogy ez a lemez egy válogatásalbum lesz Louise legsikeresebb dalaiból, és amely Changing Faces – The Best Of Louise címmel jelent meg. A kollekció három új számot tartalmazott, köztük a The Slightest Touch című dalt, amely a Five Star együttes 1987-es slágere volt. Az album az Egyesült Királyság listáin a kilencedik helyezésig jutott fel, és a megjelentetéséhez kapcsolódott Louise második szólóturnéja. Az EMI később kiadott egy második, hasonló válogatáslemezt is, Finest Moments címmel, kicsit más összeállításban.

### Az EMI után
2002-ben Louise nekilátott negyedik szólólemeze elkészítésének; az album kiadását 2004-re tervezte, de mivel időközben várandós lett, a lemez soha nem készült el. Csak egy kislemez kiadását tudta megoldani, rajta két olyan számmal, amelyek ezen az albumon jelentek volna meg (Pandora's Kiss/Don't Give Up)

## Karrierje a zenélés után
Louise később számos televíziós műsorban vállalt műsorvezetői megbízásokat; valamint a férjével és egy másik korábbi labdarúgóval, Tim Sherwooddal egy életmódmagazin kiadásába is belefogott, de egy idő után megszabadult a kiadói jogoktól. Számos reklámkampányhoz adta az arcát, továbbá az Orbit rágógumimárka egyik kampányának nagykövete és az Avon egyik modellje lett. 2011-ben színészként is bemutatkozott.

## Magánélete
Louise 1998. június 29-én kötött házasságot Jamie Redknapp futballistával Bermudán. 2004. július 27-én, Londonban  született az első gyermeke, Charles William Redknapp, akit Louise a saját nagyapja után nevezett, miután az épp aznap halt meg, amikor Louise megtudta, hogy várandós. Második fia, Beau Henry Redknapp 2008. november 10-én született ugyancsak Londonban, a Portland kórházban.

## Diszkográfia

### Albumok
| Naked - Released: 1996 - Chart positions: No. 7 UK - UK certification: Platinalemez                             |
| Woman In Me - Released: 1997 - Chart positions: No. 5 UK - UK Certification: Platinalemez                       |
| Elbow Beach - Released: 2000 - Chart positions: No. 12 UK - UK Certification:                                   |
| Changing Faces – The Best Of Louise - Released: 2001 - Chart positions: No. 9 UK - UK Certification: Aranylemez |
| Finest Moments - Released: 2002 - Chart positions: No. 6 UK (Budget Album Chart) - UK Certification: N/A        |

### Kislemezek
| Év   | Kislemez                     | Slágerlistás pozíció | Slágerlistás pozíció | Slágerlistás pozíció | Slágerlistás pozíció | Slágerlistás pozíció | Album                           |
| Év   | Kislemez                     | Brit kislemezlista   | AUS                  | IRL                  | FRA                  | NED                  | Album                           |
| ---- | ---------------------------- | -------------------- | -------------------- | -------------------- | -------------------- | -------------------- | ------------------------------- |
| 1995 | Light of My Life             | 8                    | –                    | 18                   | –                    | –                    | Naked                           |
| 1996 | In Walked Love               | 17                   | –                    | 47                   | –                    | –                    | Naked                           |
| 1996 | Naked                        | 5                    | 70                   | 11                   | –                    | –                    | Naked                           |
| 1996 | Undivided Love               | 5                    | –                    | 13                   | –                    | –                    | Naked                           |
| 1996 | One Kiss from Heaven         | 9                    | –                    | 28                   | –                    | –                    | Naked                           |
| 1997 | Arms Around the World        | 4                    | –                    | 11                   | –                    | 95                   | Woman in Me                     |
| 1997 | Let's Go Round Again         | 10                   | –                    | 14                   | 30                   | 70                   | Woman in Me                     |
| 1998 | All That Matters             | 11                   | –                    | 33                   | –                    | –                    | Woman in Me                     |
| 2000 | 2 Faced                      | 3                    | –                    | 13                   | –                    | –                    | Elbow Beach                     |
| 2000 | Beautiful Inside             | 13                   | –                    | 44                   | –                    | –                    | Elbow Beach                     |
| 2001 | Stuck in the Middle with You | 4                    | –                    | 19                   | –                    | –                    | Changing Faces – The Best Of... |
| 2003 | Pandora's Kiss/Don't Give Up | 5                    | –                    | 12                   | –                    | –                    | —                               |

### Egyéb felvételek
- 1995 Real Love (Light of My Life B-side)
- 1996 All of You (In Walked Love B-side)
- 1996 Do Me Right (Naked B-side)
- 1996 Keep the Lovin' In(Naked B-side)
- 1996 How in the World (Undivided Love B-side)
- 1996 Better Next Time (Undivided Love B-side)
- 1997 Don't Be Shy (Arms Around the World B-side/Woman in Me album track)
- 1997 Intimate (Arms Around the World B-side)
- 1997 Just When I Thought (Let's Go Round Again B-side)
- 1997 How You Make Me Feel (Let's Go Round Again B-side)
- 1997 Distraction (Japanese Woman In Me album bonus track)
- 1998 Woman In Me (Live) (All That Matters B-side)
- 1998 When Will My Heart Beat Again (Live) (All That Matters B-side)
- 1998 If I Can't Have You (A Tribute To The Bee Gees album track)
- 2000 Say Yes (2 Faced B-side)
- 2000 Lost (2 Faced B-side/Elbow Beach album track)
- 2000 Clear Water(Beautiful Inside B-side)
- 2000 Better Back Off (Beautiful Inside B-side)
- 2003 Don't Give Up (Pandora's Kiss B-side)

## Fordítás
Ez a szócikk részben vagy egészben  a   Louise Redknapp című angol Wikipédia-szócikk fordításán alapul.  Az eredeti cikk szerkesztőit annak laptörténete sorolja fel. Ez a jelzés csupán a megfogalmazás eredetét és a szerzői jogokat jelzi, nem szolgál a cikkben szereplő információk forrásmegjelöléseként.

## Külső hivatkozások
- Official website
- Louise Redknapp az Internet Movie Database oldalon (angolul)